# Wissberg (bergstopp i Schweiz, Obwalden)
Wissberg är en bergstopp i Schweiz.   Den ligger i kantonen Obwalden, i den centrala delen av landet, 80 km öster om huvudstaden Bern. Toppen på Wissberg är 2 627 meter över havet, eller 49 meter över den omgivande terrängen. Bredden vid basen är 0,09 km.
Terrängen runt Wissberg är huvudsakligen mycket bergig. Närmaste större samhälle är Engelberg, 5,9 km väster om Wissberg. 
Trakten runt Wissberg består i huvudsak av gräsmarker. Runt Wissberg är det mycket glesbefolkat, med 4 invånare per kvadratkilometer.